# Cabinet Schröder III (Basse-Saxe)
Pour les articles homonymes, voir Cabinet Schröder.

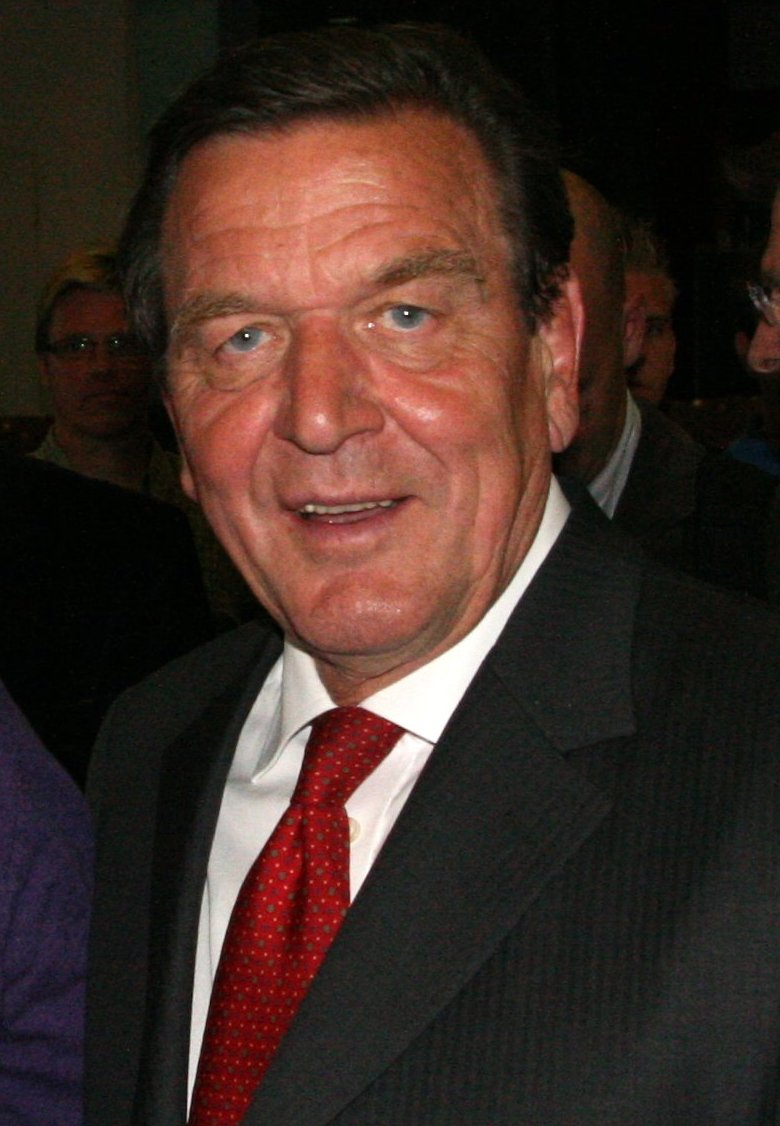
Gerhard Schröder en 2009

Le cabinet Schröder III était le gouvernement régional du Land de Basse-Saxe du 30 mars 1998 au 27 octobre 1998, durant la quatorzième législature du Landtag. Dirigé par le Ministre-président social-démocrate Gerhard Schröder, il était soutenu par le seul Parti social-démocrate d'Allemagne (SPD), qui comptait 83 sièges sur 157.
Il a succédé au cabinet Schröder II, soutenu par le seul SPD, et a cédé sa place au cabinet Glogowski, constitué du seul SPD.

## Composition
| Poste                                                       | Ministre | Ministre              | Parti |
| ----------------------------------------------------------- | -------- | --------------------- | ----- |
| Ministre-président                                          |          | Gerhard Schröder      | SPD   |
| Ministre de l'Intérieur Vice-Ministre-président             |          | Gerhard Glogowski     | SPD   |
| Ministre de l'Économie, de la Technologie et des Transports |          | Peter Fischer (de)    | SPD   |
| Ministre de l'Alimentation, de l'Agriculture et des Forêts  |          | Karl-Heinz Funke      | SPD   |
| Ministre des Finances                                       |          | Heinrich Aller        | SPD   |
| Ministre de la Justice et des Affaires européennes          |          | Wolf Weber            | SPD   |
| Ministre de l'Éducation                                     |          | Renate Jürgens-Pieper | SPD   |
| Ministre de la Science et de la Culture                     |          | Thomas Oppermann      | SPD   |
| Ministre de l'Environnement                                 |          | Wolfgang Jüttner      | SPD   |
| Ministre des Femmes, du Travail et des Affaires sociales    |          | Heidrun Merk          | SPD   |